# Ministerio Coordinador de Conocimiento y Talento Humano
El Ministerio Coordinador de Conocimiento y Talento Humano fue un ministerio dedicado a la coordinación de las áreas de conocimiento y talento humano en Ecuador, bajo el control y seguimiento de políticas públicas para consolidar la visión de una sociedad de conocimiento equitativa. 

## Historia
Fue creado mediante el Decreto Ejecutivo 266 el 21 de marzo de 2012.
Bajo la presidencia de Lenín Moreno, se suprimió el organismo, el 26 de mayo de 2017.
El último Ministro Coordinador a cargo de esta entidad fue Andrés Arauz.
Mantiene un espacio en donde se coordinan políticas para la creación, evaluación y seguimiento de políticas públicas para la generación de conocimiento y talento humano denominado Consejo Sectorial de Conocimiento y Talento Humano.

## Instituciones coordinadas y adscritas
Las instituciones coordinadas trabajan en la formación del talento humano, la gestión del conocimiento, la transformación de la matriz productiva, y la reconversión de los institutos técnicos y tecnológicos. 
En su campo de acción están la educación inicial, básica, bachillerato y superior; además del fortalecimiento del talento humano nacional.
- Ministerio de Educación.
- Secretaría de Educación Superior, Ciencia, Tecnología e Innovación.
- Ministerio de Cultura y Patrimonio.